# Prototyp
Prototyp (z řeckého prótos, první, a typos, ražba) je vzorový, pokusný první výrobek nebo vůbec příkladný exemplář nějaké třídy věcí. Tak byla Eiffelova věž v Paříži (1889) prototypem ocelové rozhledny 19. století, podle něhož se stavěla i petřínská rozhledna v Praze (1891).

## Charakteristika

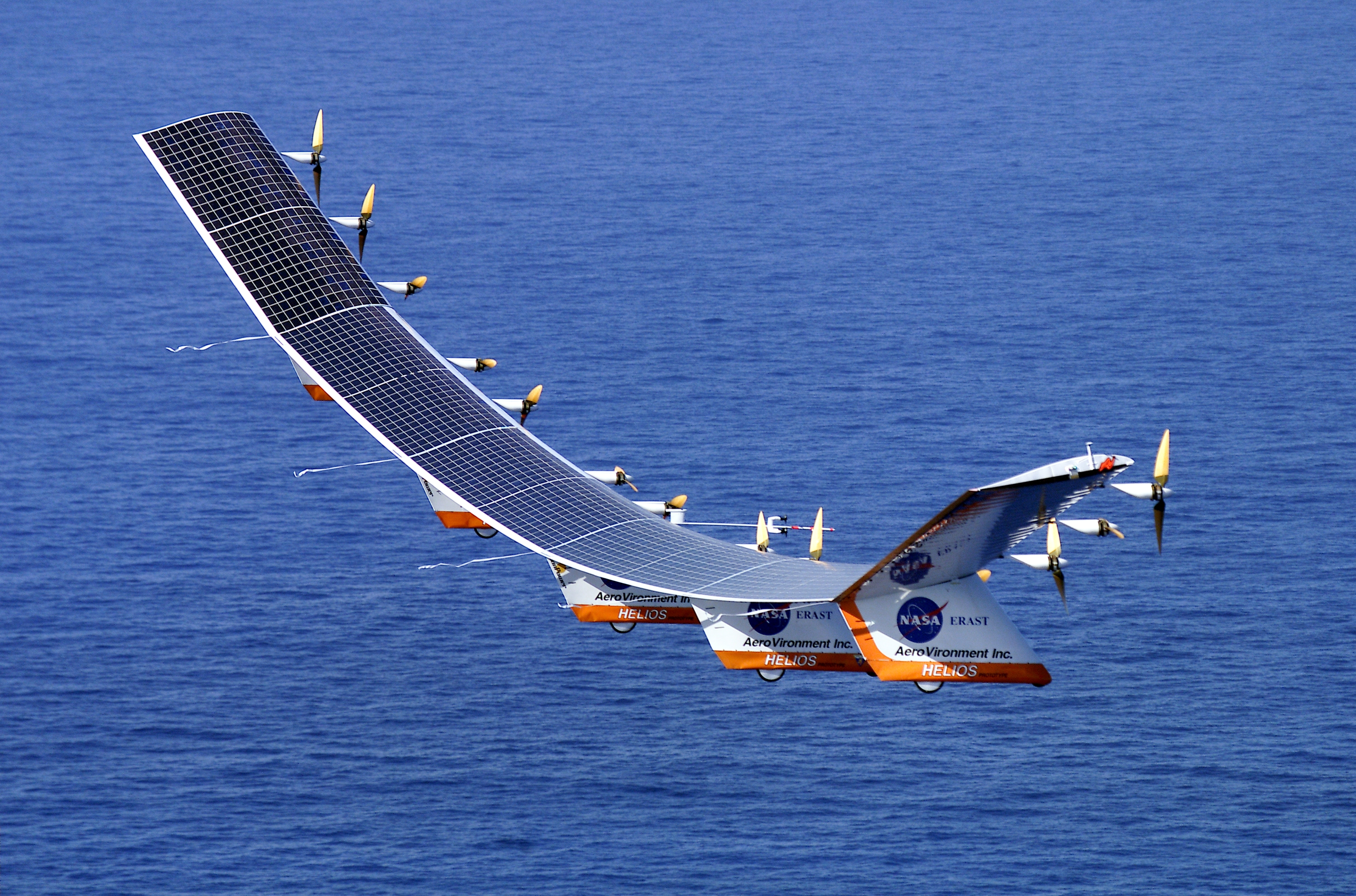
Prototyp letadla Helios na sluneční pohon

Navrženou novinku, nový typ nějakého průmyslového výrobku, je třeba vyzkoušet dřív, než se rozhodne o její výrobě nebo než se výroba rozběhne. Proto se nejprve staví např. zmenšené modely, ale pak se musí přikročit k výrobě funkčního prototypu. Ta je pochopitelně náročná, protože pro ni ještě nejsou k dispozici výrobní nástroje hromadné výroby, ale musí se vyrábět více méně „ručně“ v několika málo kusech. Pro výrobu modelu či prototypu lze využít také 3D tisk, který je však potřeba ještě povrchově opracovat, proto je nejvhodnějším řešením využít služeb prototypovacího studia, které má přístup k široké škále technologií a nespoléhá jen na jeden typ 3D tiskáren.
V softwarovém inženýrství je prototyp kus kódu (rutina), z níž se různými změnami „klonují“ další. Tím se ušetří mnoho času na psaní, ale hlavně na ladění, protože původní základ je už odladěn a vyzkoušen. Softwarové prototypování – vytváření prototypů (neúplných verzí) počítačových programů – je jednou ze součástí vývojového cyklu softwaru.
V sémantice se prototypem rozumí vzorný příklad nějaké významové kategorie, s nímž se pak porovnávají další významy a podle jejich blízkosti rozhoduje, zda do téže kategorie také patří.
V metrologii se prototypem rozumí vzorová realizace měrné jednotky, například prototypový kilogram z platinového iridia, umístěný v Pařížském Bureau des poids et mesures. Tam je umístěn i prototypový metr, tyč se dvěma ryskami, který je však jako normál od roku 1983 nahrazen novou, fyzikální definicí metru.